# Miller Fishers syndrom
Miller Fishers syndrom är en sällsynt nervsjukdom som anses vara en variant av Guillain-Barrés syndrom. Människor med både Guillain Barré och Miller Fisher får en total förlamning i hela kroppen men man behåller fortfarande fullt medvetande. Miller Fishers syndrom är inte livshotande. Det kan vara svårt att leva ett normalt liv när man har haft Miller Fishers syndrom eftersom man får en svag förlamning och en känsligare kropp. Efter sjukdomen har man en smärta som kvarstår i månader. Det finns en risk att man får problem med ögonen efter sjukdomen, att ögonmusklerna inte fungerar som de skall och man blir vindögd. Miller Fisher är inte vanligare i något land runt om världen. I Japan har man dock många artiklar om Miller Fisher men det kan bero på att forskarna i Japan är särskilt intresserade av MFS. Miller Fishers syndrom är inte livshotande och inga dödsfall har inträffat på grund av sjukdomen. Man behandlar Miller Fishers syndrom med intravenös immunglobulin eller med ett blodbyte. Man fastställer diagnosen med hjälp av ryggvätskeprov eller neurofysiologisk undersökning av nerver, samt ett blodprov som mäter halten av en antikropp vid namn GQ1b.

## Vilka men får man av Miller Fisher och finns det risk för återfall?
Patienter med Miller Fishers syndrom börjar successivt återhämta sig själva, för att sedan oftast bli helt återställda inom loppet av 3-12 månader. Vanligtvis blir man helt återställd efter Miller Fishers syndrom men i vissa fall då man inte blir helt återställd får man problem med både balans samt dubbelseende. Cirka tre procent av de som blivit drabbade av Guillain-Barrés syndrom får återfall inom månader eller ibland år. Det finns dock inga siffror som visar hur vanligt det är med återfall hos patienter med Miller Fishers syndrom.

## Hur märker man att man har Miller Fisher?
Dom tre vanligaste symptomen är ögonrörelse-svårigheter och areflexi i de djupa senorna. Miller Fishers syndrom är en sjukdom där typer av nerver i det perifera nervsystemet (PNS), det vill säga nerver som ligger utanför hjärnan och ryggmärgen drabbas av akut inflammation.
När man får Miller Fisher så är man förlamad i nerverna och hela kroppen, men man är helt klar i huvudet och därmed medveten om vad som händer runt omkring en. Det perifera nervsystemet (PNS) innehåller tre olika typer av nerver som ligger i två särskilda delar. De tre olika nervtyperna är muskelnerver, känselnerver, och nerver som sköter icke-viljemässigt styrda funktioner i kroppen. Alltså blir nervsystemet förlamat och man kan inte röra på kroppen.

## Vad händer?
Miller Fishers syndrom är en typ av Guillain-Barré syndrom där känselnerver och muskelnerver som sköter ögonens rörelser drabbas av en akut inflammation. Det gör så att man inte kan stänga ögonen och man har inte så bra balans. Akut inflammation av nerver i perifera nervsystemet kallas Guillain-Barré syndrom (GBS).
När någon får MFS beror det på att man har en akut inflammation i nerver i specifika perifera nervsystemet. I många fall föregås MFS även av infektion, såsom förkylning eller magsjuka. Oftast hinner de som råkar ut för det tillfriskna och sedan insjukna igen, fast då i MSF efter någon vecka/veckor.
Trots bakterierna har immunförsvaret aktiverats på ett felaktigt sätt och skickar sina vita blodkroppar mot nerverna.  
Av MFS så får man dubbelseende och hängande ögonlock. Man får även balansrubbning och vid kroppsundersökning av patienterna märker man att senreflexen inte heller fungerar.
Under några dagar blir symtomen bara värre och tilltar, under en period på upp till fyra veckor. Sen lägger den sig på en nivå och stabiliseras under en vecka/några dagar, för att sedan steg för steg förbättras.
MFS leder inte till att man hamnar i koma. Men däremot finns det något som liknar MFS-tillstånd som heter Bickerstaffs encefalit (beskriven av Edwin Bickerstaff). Då får man allvarliga förlamningar i armar och ben samt hamnar i koma.

## Är MFS relaterat med en annan sjukdom och finns det någon koppling med ålder?
Det finns viss association mellan bakterien Campylobacter jejuni som kan finnas i icke-tillagad kyckling och MFS. Man kan säga att man hamnar i en sorts riskgrupp om man äter icke-tillagad kyckling. Miller Fisher är inte ärftligt men eventuellt spelar genetiska faktorer ändå en roll ifråga om immunförsvaret. Ett moment som man har sett kunna leda till en viss form av GBS, (dock inte MFS) var vaccinet som USA använde på 1970-talet mot svininfluensan. 
Det spelar ingen roll om man har någon annan sjukdom som till exempel astma, om man får Miller Fisher. MFS kan inte förvärras av någon annan sjukdom. 
MFS drabbar alla åldrar men är vanligast förekommande i gruppen 30-60 år.